# Bagabartu
Bagabartu (Bagbartu) era uma famosa deusa do Reino de Urartu, consorte de Haldi. Era adorada em Musasir, em Ararate, junto de Haldi. Seu templo foi saqueado e queimado por Sargão II (r. 722–705 a.C.), rei da Assíria, em 714 a.C..